# Birrarung Marr
Birrarung Marr est un nouveau parc urbain de Melbourne (Australie), situé entre le quartier central des affaires et le fleuve Yarra. Il fut ouvert en 2002, son nom signifiant « Rivière des brumes » ou « Berge de la rivière » en Woiwurrung, langue des Wurundjeri, peuplade aborigène de la région de Melbourne.

## Emplacement
Ce parc de 8 hectares jouxte le côté sud-est du quartier central des affaires, intercalé entre Flinders Street, la rive nord du fleuve Yarra, l'est de la  gare de Flinders street, et l'ouest d'Exhibition Street, de Batman Avenue et de Rod Laver Arena (le centre national de tennis).

## Historique
En 1856, le gouvernement colonial signala que le terrain marécageux de Birrarung Marr était destiné à devenir un parc ou un jardin d'agrément. Pourtant, plusieurs institutions, dont une morgue, s'y étaient déjà installées, et d'autres y vinrent encore. Certaines, comme l'ancien centre de natation de l'État, y demeurèrent jusqu'au XXe siècle. La première ligne de train, datant de 1859, traversait cette zone, et les voies ferrées finirent par occuper la majeure partie de l'espace compris entre le quartier central des affaires et le fleuve Yarra. À la fin du XIXe siècle, tout cela fut bouleversé par les travaux sur le fleuve Yarra, destinés à rendre celui-ci plus droit, plus large et plus profond, et à tracer sur ses berges reconstituées des avenues bordées d'arbres. 

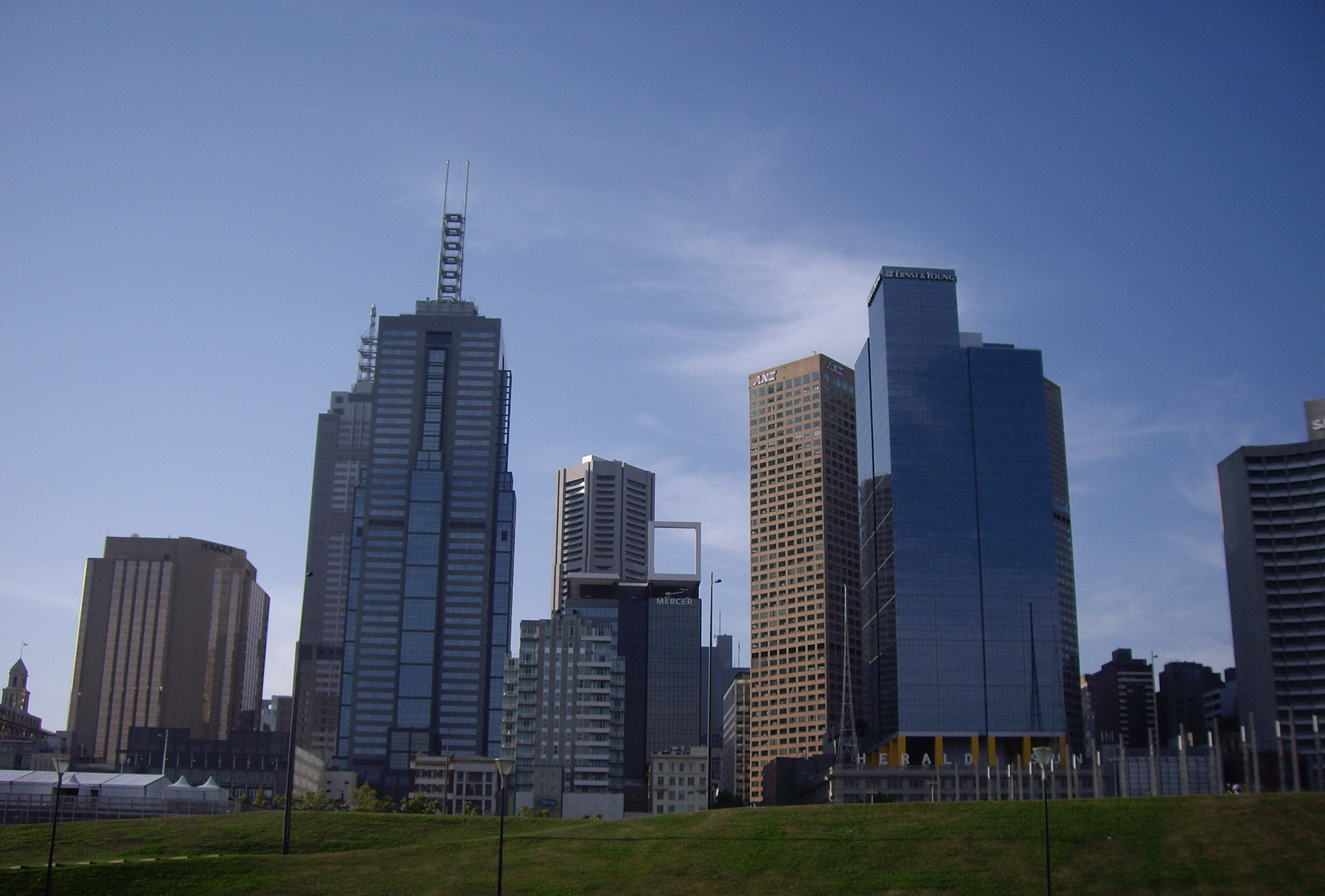
Vue de Melbourne depuis Birrarung Marr.

En 1992, le nouveau gouvernement du Victoria, dirigé par le Premier ministre Jeff Kennett, mit en place un programme de développement du centre de Melbourne. La partie maîtresse de ce projet, financée à la fois par l'État et la ville de Melbourne, consistait en un concours architectural pour Federation Square. Birrarung Marr fut créé grâce à la réorganisation des terrains et des infrastructures situés près de Federation Square, comme la suppression des voies de garage de Jolimont, et le retrait de Batman Avenue des rives du fleuve, afin de la relier à Exhibition Street. Les terrains, occupés précédemment par les voies ferrées et les chaussées, purent être récupérés au profit d'un nouveau parc urbain, le premier de taille importante depuis une centaine d'années.
La construction de Birrarung Marr commença en 2000. Le projet fut mené par une coentreprise formée par la ville de Melbourne, qui apporta 15,6 millions A$ pour concevoir et bâtir le parc et le gouvernement de l'État de Victoria, qui finança la réorganisation des voies ferrées et le nettoyage du site. Le parc fut ouvert officiellement au public l'Australia Day, le 26 janvier 2002.

## La conception du parc

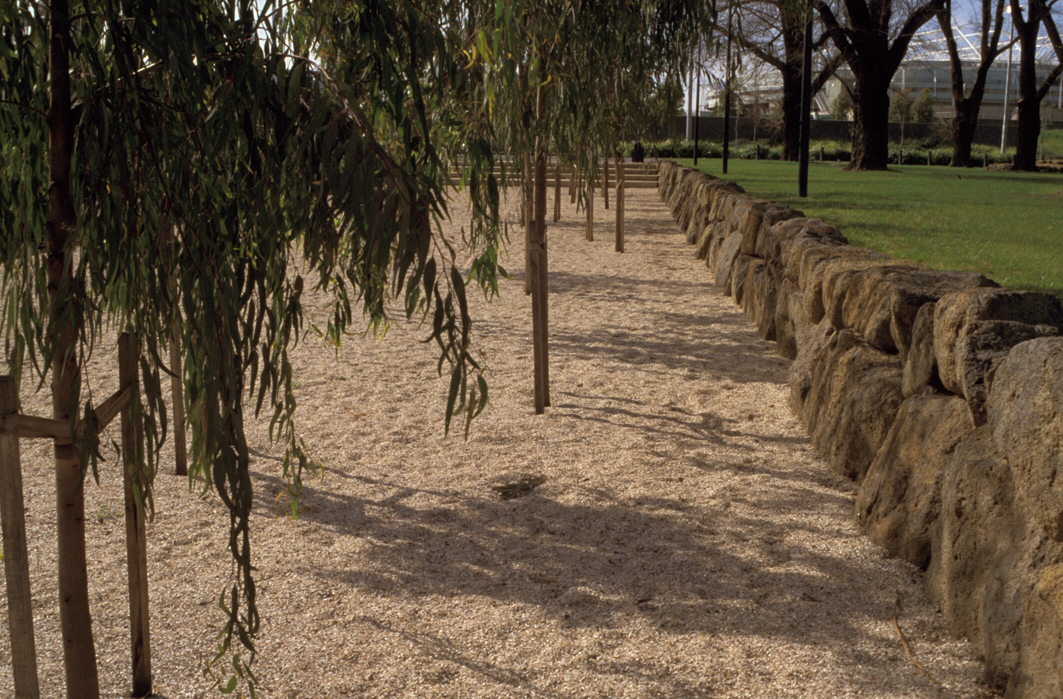
Une surface recouverte de sable coquillier dans le canal sud, près de Speakers Corner

Birrarung Marr était prévu à l'origine pour être un « parc pour festival », un lieu essentiellement commercial, permettant à l'État de Victoria d'organiser des événements sportifs et culturels, comme le Grand Prix automobile d'Australie, afin de faire connaître Melbourne internationalement. La ville de Melbourne, quant à elle, insistait pour étendre cette fonction, afin d'y organiser aussi des activités individuelles et socioculturelles, en plus des événements plus importants. Dans les deux cas, Birrarung Marr était envisagé comme un espace urbain dynamique, davantage comme des promenades de bord de mer que comme les plus anciens jardins publics de Melbourne, tels les Jardins Fitzroy. Le but était de disposer à la fois d'une plate-forme fiable pour des événements comme le Circus Oz, le Moomba Waterfest, des expositions tournantes de sculpture et des festivals populaires, et le reste du temps, d'un cadre agréable de loisirs. Le parc permet aussi aux marcheurs et aux cyclistes venant du centre-ville ou de la zone de sports de se diriger vers le sud-est. Il forme un des maillons du Capital City Trail, qui constitue un parcours cycliste continu le long du fleuve Yarra.

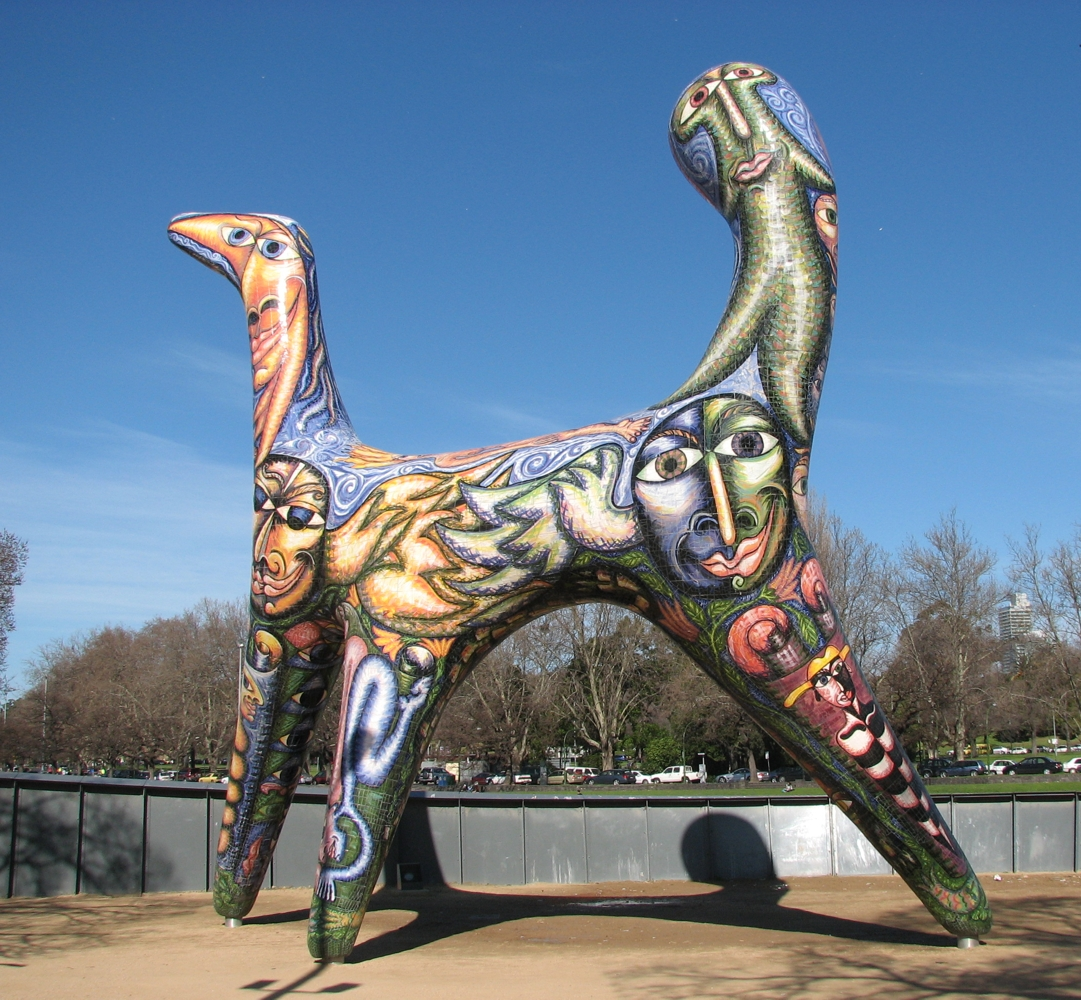
Angel par Deborah Halpern.

C'est ainsi que Birrarung Marr fut organisé autour d'une série de terrasses. La plus basse, qui se trouve près du fleuve, est recouverte de gravier. La terrasse médiane, qui se trouve à l'est du parc, près de Batman Avenue, est gazonnée. Enfin, la terrasse haute, au nord du parc, se trouve au même niveau que Flinders Street, à environ 10 mètres au-dessus des rives du fleuve. Cette dernière terrasse devait être reliée au niveau supérieur du parking de Federation Square, qui ne s'est finalement pas fait. Ces énormes terrasses furent façonnées depuis le niveau des anciennes voies de garage, en utilisant les déblais issus des travaux sur les voies avoisinantes, et de la construction de Federation Square et de Hisense Arena. Les blocs de basalte extraits de ces excavations, furent utilisés pour bâtir les murs de soutènement du parc.
Le parc a été agencé de façon à mettre en valeur les perspectives sur plusieurs monuments de Melbourne, comme les flèches de l'Arts Centre et de la cathédrale Saint-Paul, ainsi que le Rialto, une tour de bureaux. La forme des terrasses, séparées par des fossés de drainage bordés de gommiers rouges, évoque les billabongs qui se trouvaient autrefois sur le site, tandis que les sentiers rectilignes et les passerelles rappellent les anciennes voies ferrées qui occupèrent l'endroit pendant une grande partie de l'histoire de Melbourne. Les espaces ouverts du parc sont bien isolés du trafic environnant, et, compte tenu de la proximité de rues très fréquentées et de la présence des trains, le calme et la tranquillité qui y règnent sont remarquables.
Le plan initial de Birrarung Marr fut préparé par les architectes paysagistes de la ville de Melbourne, les concepteurs principaux étant Ronald Jones et Helena Piha. Les consultants engagés pour s'occuper du plan détaillé et de la documentation furent les cabinets Taylor-Cullity-Lethlean (architectes paysagistes), Paul Thompson, pour la maquette des plantations, et Swaney-Draper pour la passerelle entre le parc et Federation Bells. Ce projet reçut plusieurs récompenses : en 2004, celles de l'Institut australien des Architectes, et de Walter Burley Griffin, en 2003, celles de l'Institut australien de l'Urbanisme et de l'Institut australien des architectes paysagistes.

## Caractéristiques et aménagements

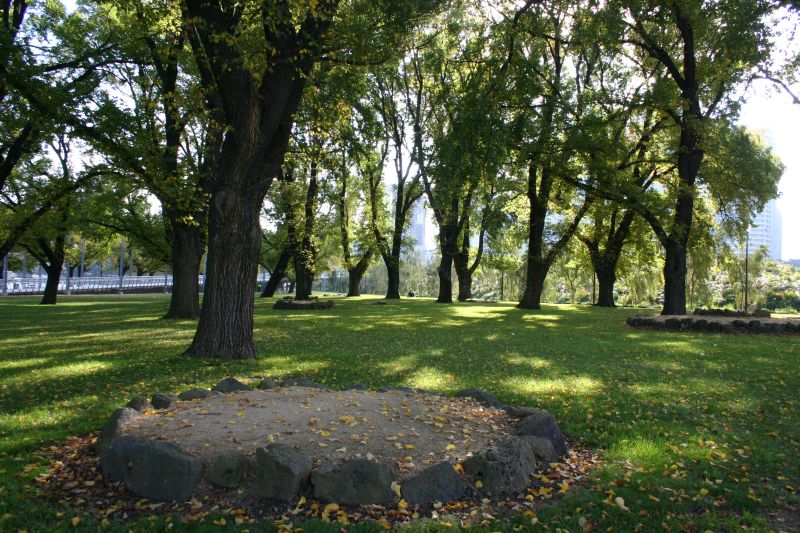
Speaker's Corner.

Une longue passerelle en pente, conçue par le bureau d'architectes Swaney-Draper, relie les trois terrasses et fournit un accès aux personnes handicapées.
Speaker's Corner, au coin sud-est de Birrarung Marr, est un vestige de Yarra Park, qui était situé entre les voies de garage de Jolimont et le fleuve Yarra. C'était un endroit où les gens pouvaient venir faire des conférences publiques, protester ou manifester. Par exemple, en 1916, environ 50 000 personnes vinrent y affirmer leur opposition à la conscription. Ces activités ont été déplacées sur la rive nord du fleuve Yarra, après la construction, à cet endroit, du « Queen Victoria Monument ». Ce site était l'un des rares endroits publics de Melbourne, où les grands rassemblements et les discours publics étaient permis sans autorisation préalable. Dans ce coin de Birrarung Marr, on peut voir encore les monticules où les orateurs avaient l'habitude de se tenir pour s'adresser à la foule.
Près de Speakers Corner, il existe des équipements pour barbecue, ainsi que des toilettes publiques. Le Yarra River Trail passe au sud du parc.

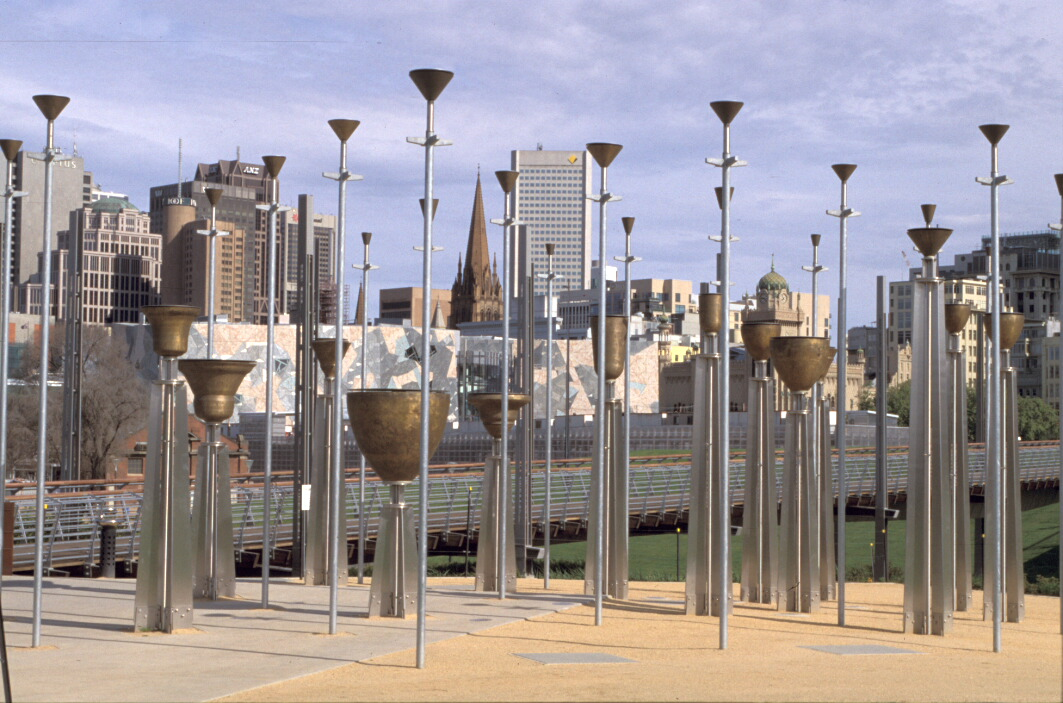
« Federation Bells »

Un des bâtiments du chemin de fer, datant des voies de garage de Jolimont, a été conservé et converti en un centre d'art pour enfants, baptisé ArtPlay. ArtPlay a ouvert en 2004, et il fait fonctionner un certain nombre d'ateliers, où les enfants et les familles peuvent se lancer dans des activités artistiques, accompagnés par des artistes de toutes les disciplines. Il est ouvert au public le week-end et pendant les vacances scolaires. Pendant la semaine, il travaille avec les écoles. En 2006, il a accueilli plus de 20 000 enfants, offrant près de 300 activités différentes (ateliers, spectacles et manifestations). Une aire de jeux pour les enfants a été créée près de ce bâtiment, et plusieurs ateliers de création s'étendent souvent dans cet espace. La ville de Melbourne est actuellement en train de développer un programme artistique similaire pour les  adolescents au cœur de la cité.
Sur la terrasse médiane, Federation Bells (« les cloches de la Fédération »), mises en service en 2001, est un groupe de cloches de temple inversées, de différentes tailles, montées sur des mâts en acier. Le résultat ressemble un peu à un ensemble de cloches d'église, à ceci près qu'elles sont disposées dans un espace ouvert au lieu d'être confinées dans un clocher, permettant aux gens de circuler entre elles. Il y en a 39 au total, pour un poids global de 1.2 tonne. Accordées dans la gamme naturelle, elles sont contrôlées par ordinateur, et jouent sept morceaux différents, chacun durant cinq minutes. Cette sculpture sonore joue trois fois par jour. Les cloches furent conçues par  Neil McLachlan, et leur disposition et la structure qui les soutient ont été créées par Ronald Jones et les architectes de Swaney-Draper.

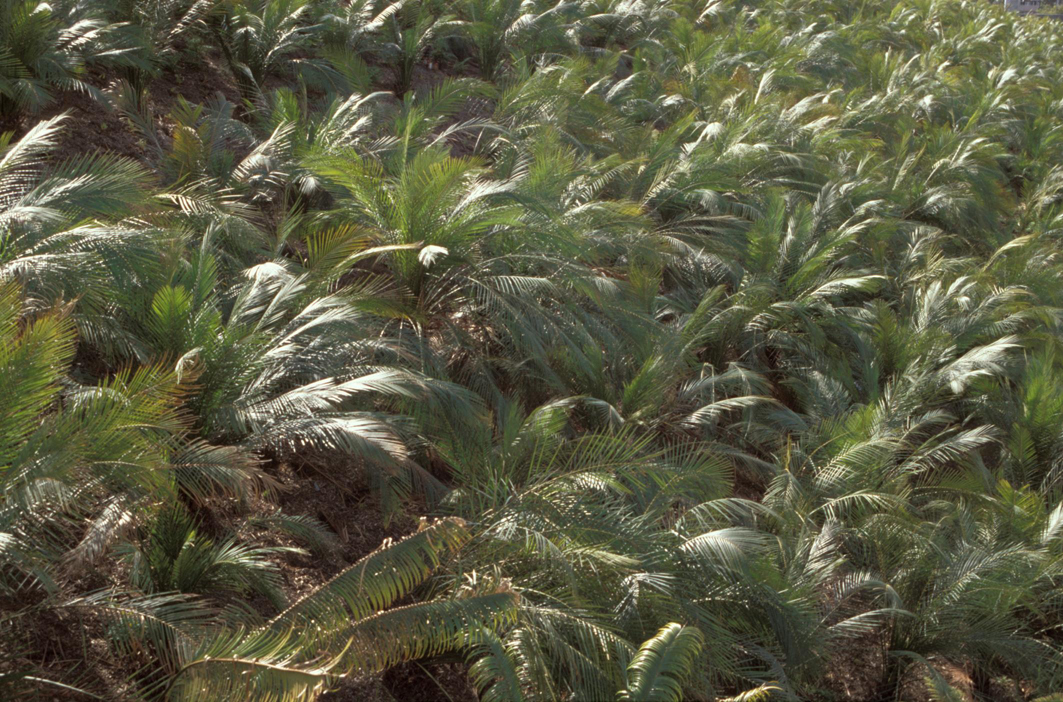
Macrozamia communis sur le talus de la terrasse médiane

La sculpture tripode de dix mètres de haut, baptisée « Angel », fut installée le long des rives du fleuve en 2006. Elle fut commandée à la mosaïste de Melbourne Deborah Halpern, pour être placée en 1985 dans les « douves » en face de la National Gallery of Victoria. Mais ce musée s'en débarrassa, lorsque des rénovations importantes y furent entreprises en 1999.
Le pont William Barak fut ouvert officiellement en décembre 2005 pour les Jeux du Commonwealth de mars 2006. Il permet de circuler à pied de la terrasse médiane de Birrarung Marr au Melbourne Cricket Ground en passant au-dessus de la voie à péage CityLink.

### Horticulture
En plus des vieux ormes existant déjà le long des berges du fleuve et à Speakers Corner, environ 200 nouveaux arbres furent plantés dans le parc pendant sa construction. Les nouvelles plantations se concentrèrent sur les espèces australiennes, comme des plantations massives de Macrozamia communis (Cycadophyta) sur le talus surplombant Speakers Corner. Il y a également dans cet endroit plusieurs Doryanthes excelsa (Gymea Lilies) et Lepidozamia peroffskyana (Ananas Zamia). Des centaines de plantes australiennes indigènes plus petites  sont aussi présentes, bien que la construction du pont William Barak, qui ne faisait pas partie du projet initial, détruisît une des plus importantes plantations sur la face nord du talus de la terrasse médiane.

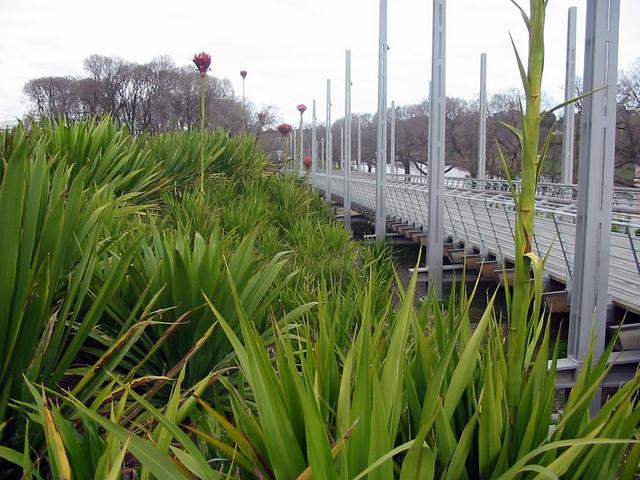
Lys javelot près de la terrasse médiane.

Des plantations supplémentaires d'arbres, pour fournir ombre et abri, ont été envisagées pour les terrasses haute et médiane, mais pour l'instant rien n'a été fait. 

## Note
Bien que le nom du parc vienne d'une langue aborigène, il n'est pas clair de savoir si ce nom a été inventé récemment, ou s'il vient d'un nom de lieu réel donné par les premiers habitants. Ce nom fut donné au parc, après que le projet fut adopté.